# Peperomia sneidernii
Peperomia sneidernii är en pepparväxtart som beskrevs av Truman George Yuncker. Peperomia sneidernii ingår i släktet peperomior, och familjen pepparväxter. Inga underarter finns listade i Catalogue of Life.